# A4 (автомагистраль, Германия)
Автомагистраль A4' (нем. Bundesautobahn 4, сокр. Autobahn 4 или A4) — автомагистраль в Германии.
Проходит в центральной части Германии в направлении восток-запад, соединяя Нидерланды и Польшу.